# Alta (Schiff, 1950)
Das Motorschiff Alta war ein kombiniertes Fracht- und Passagierschiff, dass von der Reederei Finnmark Fylkesrederi og Ruteselskap (FFR) auf der Hurtigruten eingesetzt war. Das Schiff wurde unter der Baunummer 64 auf der Werft Trosvik mekaniske verksted in Brevik, Norwegen gebaut und versah bis zum Jahr 1967 mehrfach seinen Dienst als Ersatzschiff auf der Hurtigruten entlang der Küste Norwegens.

## Name
Das Schiff war benannt nach der größten Stadt der nordnorwegischen Fylke Finnmark. Die Stadt Alta liegt nördlich des Polarkreises an der Mündung der Altaelva.

## Lebenslauf
Im Jahr 1946 schloss die Hammerfester Reederei Finnmark Fylkesrederi og Ruteselskap einen Vertrag über den Neubau von zwei Schwesterschiffen mit der Werft Trosvik mekaniske verksted. Das erste Schiff, die Sørøy wurde im Jahr 1949 an die Reederei ausgeliefert. Die Alta wurde ein Jahr später, im Juli 1950, ausgeliefert. Die Schiffe sollten als kombinierte Fracht- und Passagierfähren auf unterschiedlichen Ruten entlang der Küste der Provinz Finnmark in Nordwest-Norwegen eingesetzt werden. Aufgrund akuten Mangels an Schiffskapazitäten nach Ende des Zweiten Weltkrieges wurde die Alta nur drei Monate nach ihrer Indienststellung an die Reederei Det Nordenfjeldske Dampskibsselskab (NFDS) mit Sitz in Trondheim verchartert und von dieser auf der Hurtigruten eingesetzt. Nach zwei Jahren auf der Hurtigruten kehrte das Schiff im Jahr 1952 zurück nach Hammerfest. Aber schon im Jahr 1953 wurde es erneut verchartert, diesmal an die Reederei Det Bergenske Dampskibsselskab (BDS) mit Sitz in Bergen (Norwegen), die es erneut in der Hurtigruten einsetzte. Kurz darauf ging das Schiff, erneut als Ersatzschiff in der Hurtigruten, für mehrere Jahre an die Reederei Vesteraalens Dampskibsselskab (VDS) mit Sitz in Stokmarknes. Nachdem dieser Einsatz beendet war, kehrte es 1962 auf die Rute Hammerfest – Bodø zurück. Fünf Jahre später, im Sommer 1967, ließen schließlich stark sinkende Fracht- und Passagierzahlen, entstanden durch den zunehmenden Luftverkehr und den Ausbau der Straßen und Brücken in der Finnmark, die Linie unrentabel werden.
Das Schiff wurde als Fährschiff an die Fidschi-Inseln verkauft und auf den Namen Tui Lau umgetauft. Dort sank es wenig später im Jahr 1968 nach einer Grundberührung.